# Bulweria
Bulweria Bonaparte, 1843 é um género de aves pertencente à família Procellariidae que inclui três espécies, uma das quais considerada extinta desde o século XVI e conhecida apenas a partir de ossadas. O nome genérico é uma homenagem ao naturalista britânico James Bulwer.

## Descrição
O género Bulweria foi tradicionalmente considerado como filogeneticamente próximo do género Pterodroma, mas análise da sequência do mtDNA no citocromo b demonstrou que são mais próximos dos géneros Puffinus e Procellaria.

## Espécies
O género Bulweria inclui as seguintes espécies:
- Bulweria bulwerii
- Bulweria fallax
- Bulweria bifax (extinta)